# Оберн (певица)
Оберн Уильямс (англ. Auburn Williams; род. 2 декабря 1990) — американская певица, автор песен. В 2007 году самостоятельно выпустила свой дебютный альбом Same Girl, который содержал хит «Ewww Ewww». Песня заняла 6 место в DJ Booth’s Underground chart. Позже в начале 2008 года она подписала контракт с лейблами Warner Brothers и Beluga Heights и в середине 2010 года выпустила свой первый официальный сингл «La La La».

## Жизнь и карьера

### 1990—2007: Ранняя жизнь
Оберн начала петь ещё в детстве, но не придавала этому особое значение вплоть до 2009 года. Начала выкладывать свои записи для друзей на Myspace. Вскоре певица приобрела много поклонников и в конце 2007 года самостоятельно выпустила свой дебютный альбом Giirl, на который обратил внимание Джонатан Ротен, владелец лейбла Beluga Heights. Альбому предшествовал сингл «Ewww Ewww», который был записан совместно с Chellii-B. Он достиг 6 места на андерграундном хип-хоп чарте DJBooth.net. Также певица начала размешать видео на свои песни на YouTube. В качестве своего вдохновения, певица указывала своего родственника Никхайла Гая.

### 2008—настоящее: Начало
После выхода альбома, Джонатан Ротен предложил заключить певице контракт со своим независимым лейблом. В начале 2008 года она подписала контракт с Beluga Heights, а позже с TM3 Records (2011), став первой женщиной-исполнителем лейбла. Записи певицы распространялись на лейблах Warner Brothers и Universal. Впоследствии Оберн начала работать над своим мейнстримовым альбомом.
Официальный сингл Оберн «La, La, La», записанный совместно с Лайазом был выпущен 1 июня 2010 года. Он занял 74 позицию в Billboard Hot 100 в июле того же года, и вскоре опустился на 51 позицию.
В конце 2010 года Оберн выступила на разогреве у Джейсона Деруло. 26 ноября 2010 года вышел второй сингл певицы «All About Him (Pt. 2)». Эта песня стала хитом на Филиппинах. Вскоре вышел ремикс «All About Him (Pt. 2)», сделанный совместно с Tyga. Он стал доступен для цифрового скачивания 15 февраля 2011 года. В качестве третьего сингла из её дебютного альбома была утверждена песня «Perfect Two», которая стала доступна для цифрового скачивания 29 апреля 2011 года. Позже Оберн в своём Твиттере объявила о том, что оставляет лейбл Beluga Heights и отныне теперь является независимым исполнителем. 12 января 2013 года Оберн выпустила свой четвёртый сингл «My Baby», также доступный для цифрового скачивания.

## Дискография

### Студийные альбомы
| Название  | История релиза                                                                   | Peak position |
| Название  | История релиза                                                                   | US            |
| --------- | -------------------------------------------------------------------------------- | ------------- |
| Same Girl | - Выпущен: 11 сентября 2007 - Лейбл: FS Music - Формат: CD, цифровая дистрибуция | -             |

### Синглы
| Название | Год                                 | Высшая позиция в чартах | Высшая позиция в чартах | Высшая позиция в чартах | Высшая позиция в чартах | Высшая позиция в чартах | Высшая позиция в чартах | Альбом                                   |
| Название | Год                                 | US                      | Digital Songs           | US Heat                 | US Pop                  | Radio Songs             | Rhythmic Airplay Chart  | Альбом                                   |
| -------- | ----------------------------------- | ----------------------- | ----------------------- | ----------------------- | ----------------------- | ----------------------- | ----------------------- | ---------------------------------------- |
| 2010     | «La, La, La» (совместно с Лайазом)  | 51                      | 39                      | 1                       | 22                      | 74                      | 36                      | 18 Mordians (*Нет записи этого альбома*) |
| 2010     | «All About Him»                     | —                       | —                       | —                       | —                       | —                       | —                       | 18 Mordians (*Нет записи этого альбома*) |
| 2010     | «Best Friend»                       | —                       | —                       | —                       | —                       | —                       | —                       | 18 Mordians (*Нет записи этого альбома*) |
| 2011     | «Perfect Two» (Breakup Version)     | —                       | —                       | —                       | —                       | —                       | —                       | 18 Mordians (*Нет записи этого альбома*) |
| 2012     | «Incredible»                        | —                       | —                       | —                       | —                       | —                       | —                       | 18 Mordians (*Нет записи этого альбома*) |
| 2013     | «My Baby»                           | —                       | —                       | —                       | —                       | —                       | —                       | N/A                                      |
| 2013     | «Love Calling»                      | —                       | —                       | —                       | —                       | —                       | —                       | N/A                                      |
| 2013     | «Deep»                              | —                       | —                       | —                       | —                       | —                       | —                       | N/A                                      |
| 2014     | «Honor»                             | —                       | —                       | —                       | —                       | —                       | —                       | Cocoon (*Нет записи этого альбома*)      |
| 2014     | «The Birds» (совместно с TryBishop) | —                       | —                       | —                       | —                       | —                       | —                       | Cocoon (*Нет записи этого альбома*)      |
| 2014     | «Pilgrim»                           | —                       | —                       | —                       | —                       | —                       | —                       | Cocoon (*Нет записи этого альбома*)      |